# Parafia Wniebowzięcia Najświętszej Maryi Panny w Żukowie
Parafia Wniebowzięcia Najświętszej Maryi Panny w Żukowie – parafia znajdująca się w archidiecezji gdańskiej w dekanacie Żukowo. Kościół parafialny, ponorbertański, gotycki został wybudowany w XIV-XV wieku. Mieści się przy ulicy 3 Maja.